# ريمو بيلي
ريمو بيلي (بالإنجليزية: Remo Belli)‏ هو شخصية أعمال وطبال أمريكي، ولد في 22 يونيو 1927 في ميشاواكا في الولايات المتحدة، وتوفي في 25 أبريل 2016 في باسادينا في الولايات المتحدة بسبب ذات الرئة.

## وصلات خارجية
- ريمو بيلي على موقع IMDb (الإنجليزية)
- ريمو بيلي على موقع ديسكوغز (الإنجليزية)